# Escala de Kolmogórov
En turbulencia, la escala de Kolmogórov, es la escala más pequeña que puede existir sin que sea destruida por la viscosidad. En dinámica de fluidos, las microescalas de Kolmogorov son las escalas más pequeñas en flujo turbulento. En la escala de Kolmogorov, la viscosidad domina y la energía cinética de turbulencia se disipa en energía térmica. Se definen como 
| Escala de longitud de Kolmogórov  | {\displaystyle \eta =\left({\frac {\nu ^{3}}{\epsilon }}\right)^{1/4}}     |
| Escala de tiempo de Kolmogórov    | {\displaystyle \tau _{\eta }=\left({\frac {\nu }{\epsilon }}\right)^{1/2}} |
| Escala de velocidad de Kolmogórov | {\displaystyle u_{\eta }=\left(\nu \epsilon \right)^{1/4}}                 |

donde {\displaystyle \epsilon } es la velocidad promedio de disipación de energía por unidad de masa, y {\displaystyle \nu } es la viscosidad cinemática del fluido.
Los valores típicos de la escala de longitud de Kolmogorov, para movimiento atmosférico en el que los grandes remolinos tienen escalas de longitud del orden de kilómetros, oscilan entre 0,1 y 10 milímetros; para flujos más pequeños, como en los sistemas de laboratorio, η puede ser mucho menor.
En 1941, Andrey Kolmogorov introdujo la hipótesis de que las escalas más pequeñas de turbulencia son universales (similares para cada flujo turbulento) y que dependen únicamente de ε y ν. Las definiciones de las microescalas de Kolmogorov pueden obtenerse utilizando esta idea y el análisis dimensional. Dado que la dimensión de la viscosidad cinemática es longitud2/tiempo (L2/T), y la dimensión de la tasa de disipación de energía por unidad de masa es longitud2/tiempo3 (L2/T3), la única combinación que tiene la dimensión de tiempo es {\displaystyle \tau _{\eta }={\sqrt {\tfrac {\nu }{\varepsilon }}}} que es la escala de tiempo de Kolmogorov. Del mismo modo, la escala de longitud de Kolmogorov es la única combinación de ε y ν que tiene dimensión de longitud. 
Alternativamente, la definición de la escala de tiempo de Kolmogorov puede obtenerse a partir de la inversa del cuadrado medio tensor de velocidad de deformación, {\displaystyle \tau _{\eta }={\tfrac {1}{\sqrt {2\langle E_{ij}E_{ij}\rangle }}},} que también da {\displaystyle \tau _{\eta }={\sqrt {\tfrac {\nu }{\varepsilon }}}} usando la definición de la tasa de disipación de energía por unidad de masa {\displaystyle \varepsilon =2\nu \langle E_{ij}E_{ij}\rangle .} Entonces la escala de longitud de Kolmogorov puede obtenerse como la escala en la que el número de Reynolds (Re) es igual a 1,
{\displaystyle \mathrm {Re} ={\frac {UL}{\nu }}={\frac {(\eta /\tau _{\eta })\eta }{\nu }}=1.}
La teoría de Kolmogorov de 1941 es una teoría de campo medio ya que asume que el parámetro dinámico relevante es la tasa media de disipación de energía. En la turbulencia de fluidos, la tasa de disipación de energía fluctúa en el espacio y el tiempo, por lo que es posible pensar en las microescalas como cantidades que también varían en el espacio y el tiempo. Sin embargo, la práctica habitual es utilizar valores de campo medio, ya que representan los valores típicos de las escalas más pequeñas en un flujo dado. En 1961, Kolomogorov publicó una versión refinada de las hipótesis de similitud que explica la distribución lognormal de la tasa de disipación. 